# Schlacht um Fort Ann
Ticonderoga – Hubbardton – Fort Ann – Oriskany – Bennington – Saratoga (Freemans Farm – Bemis Heights) – Fort Clinton und Fort Montgomery
Die Schlacht um Fort Ann war Teil des Saratoga-Feldzuges im Amerikanischen Unabhängigkeitskrieg.
Die Schlacht fand am 8. Juli 1777 in Fort Anne, heute Fort Ann, statt. Das Fort wurde 1757 an dem Zusammenfluss der Flüsse Halway Creek und Wood Creek errichtet. Die Schlacht um das Fort war ein Rückzugsgefecht nach der Niederlage der amerikanischen Streitkräfte in Skenesboro.

## Die Schlacht
Im Vorfeld der Schlacht gelang es den US-Amerikanern, eine große Gruppe von Zivilisten in Sicherheit zu bringen und den Gegner über die wahre Anzahl seiner Truppen mit Hilfe eines falschen Deserteurs zu täuschen. Als der britische Colonel Hill in der Nähe des Forts ankam, glaubte er nun, dass seine Truppen zahlenmäßig klar unterlegen waren. Daraufhin wartete er auf Verstärkungen. Als Long von eben jenem falschen Deserteur über die wahre Stärke der Briten erfuhr, griff er umgehend an und konnte dem Gegner einige Verluste zufügen. Nach zwei Stunden ging auf beiden Seiten die Munition zu Ende, jedoch neigte sich nach dem angeblichen Eintreffen der britischen Verstärkungen das Schlachtglück nun zugunsten Hills. In der Annahme, dass die Briten jetzt durch ein Kontingent Indianer verstärkt wurden, brachen die Amerikaner die Schlacht ab, brannten die Palisaden des Forts nieder und zogen sich nach Fort Edwards zurück. Die indianischen Verbündeten hatten jedoch ihre Unterstützung verweigert und nur ein Colonel stieß zu den Briten.